# Panopeinae
De Panopeinae zijn een onderfamilie van krabben (Brachyura) uit de familie Panopeidae.

## Geslachten
De Panopeinae omvatten de volgende geslachten:
- Acantholobulus Felder & J. W. Martin, 2003
- Dyspanopeus J. W. Martin & Abele, 1986
- Eurypanopeus A. Milne-Edwards, 1880
- Eurytium Stimpson, 1859
- Hexapanopeus Rathbun, 1898
- † Laevicarcinus Lőrenthey, 1929
- Lophopanopeus Rathbun, 1898
- Lophoxanthus A. Milne-Edwards, 1879
- Metopocarcinus Stimpson, 1860
- Neopanope A. Milne-Edwards, 1880
- Panopeus H. Milne Edwards, 1834
- Rhithropanopeus Rathbun, 1898
- Tetraxanthus Rathbun, 1898